# 花田和治
花田 和治（はなだ かずはる、1945年1月16日 - 2017年4月26日）は、日本の抽象画家。北海道生まれ。北海道札幌東高等学校、東京芸術大学油画科卒業、同大学院修了。明快な色彩とシンプルな構図を特徴とした作品で知られる。
北海道留萌郡小平町の鰯番屋、花田家の出身。娘婿にノルディックスキー選手の荻原健司。

## 来歴・人物
東京芸術大学では小磯良平に師事。大学院修了後の26歳から抽象画を手がけて東京で活動。1977年以降は郷里の北海道を拠点に作品を制作・発表。数多くの個展を開催しているほか、北海道の美術・イメージ『北方』（1983年）、『道』（1984年）、『動』（1988年）への選抜出品をはじめ、『美術北海道100年展』『10人空間展』など、多くの企画展に出品。北海道を代表する抽象画家のひとりである。

## 主な作品
- エプロンⅡ （1975年 個人蔵）
- 空と斧 （1977年 北海道立近代美術館蔵）